# Protestantyzm w Szwecji

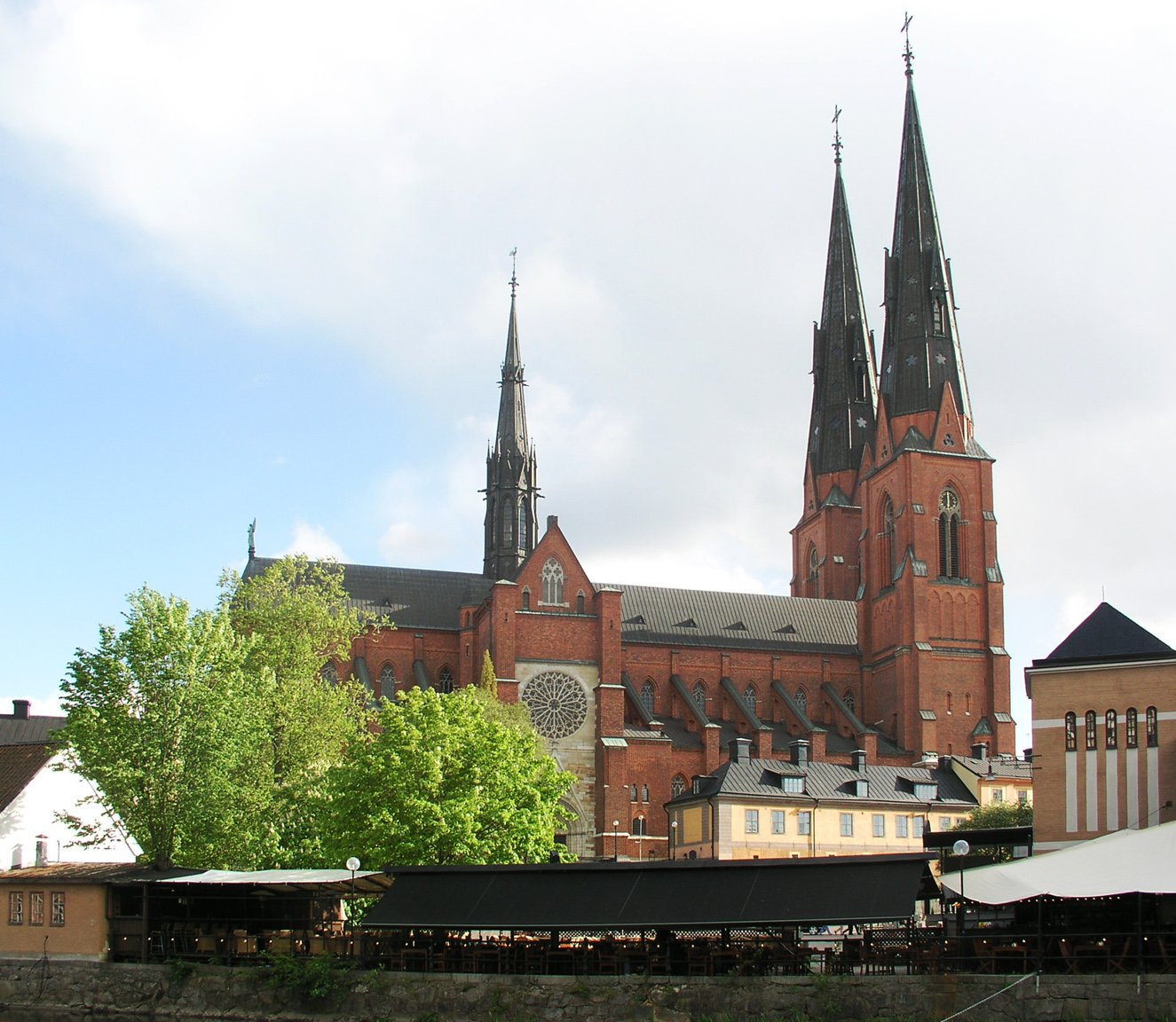
Siedziba Kościoła Szwecji w Uppsala.

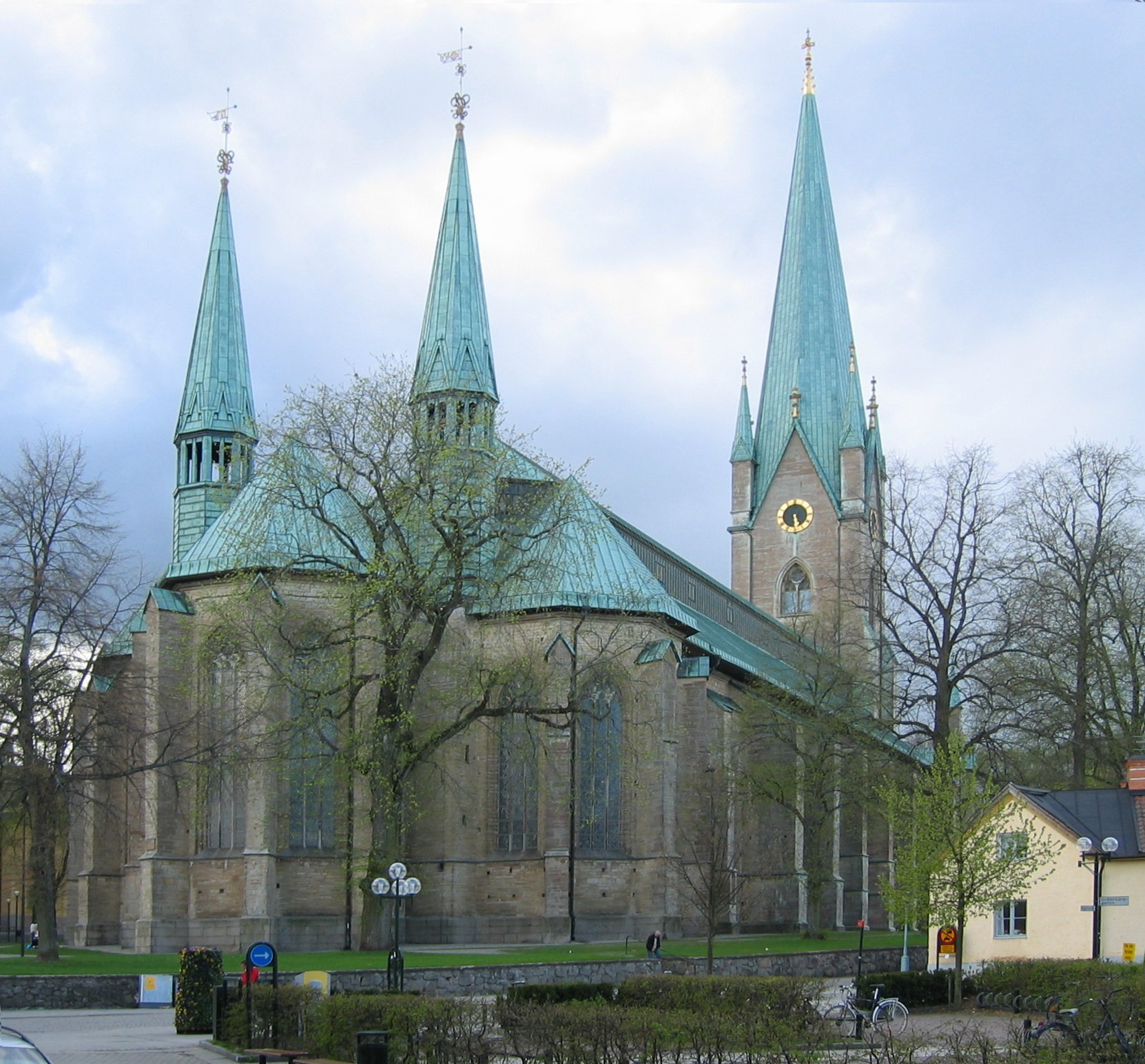
Katedra luterańska w Linköping.

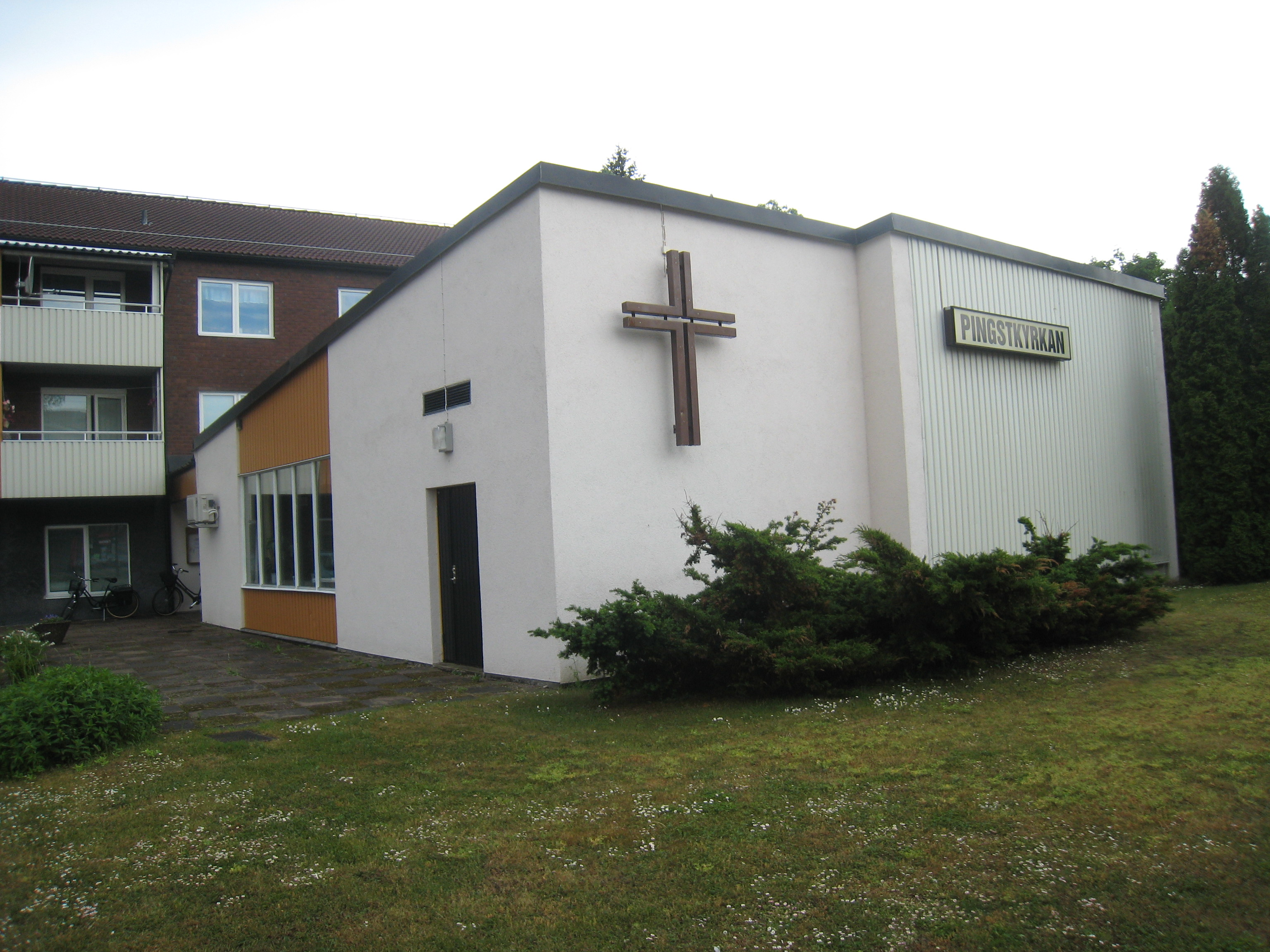
Kościół Zielonoświątkowy w Hallstavik.

Protestantyzm w Szwecji – od XVI wieku jest dominującą religią w tym kraju, z jego głównym nurtem – luteranizmem.

## Historia
W 1527 król Szwecji Gustaw I Waza ogłosił przyjęcie przez Szwecję luteranizmu i przeprowadził sekularyzację większości dóbr ziemskich Kościoła. W 1529 roku reformę religijną potwierdził synod szwedzkich dostojników kościelnych w Örebro. Głową Kościoła narodowego stał się król, który mianował swojego intendenta do spraw kościelnych. W 1541 została opublikowana w języku szwedzkim Biblia, którą przetłumaczył Olaus Petri.

## Obecnie
Kościół Szwecji był Kościołem państwowym do 2000 roku i obecnie liczy 6,2 miliona wiernych. W ciągu ostatnich lat jednak odnotowuje spadek liczby wiernych, co jest spowodowane laicyzacją społeczeństwa. Odnotowany jest także duży wzrost innych wspólnot religijnych.
Obok Kościoła Szwecji, działają w tym kraju mniejsze wspólnoty protestanckie takie jak: Kościół Ekumeniczny w Szwecji (który powstał w 2011 r. w wyniku unii baptystów, metodystów i prezbiterian), Kościoły zielonoświątkowe, Kościoły ewangelikalne, Armia Zbawienia, wolne wspólnoty luterańskie, anglikanie i adwentyści dnia siódmego.
Obecne są także kościoły założone przez imigrantów, głównie z Etiopii. Do takich kościołów należą Mekane Yesus w Göteborg i Jerusalem Evangelical Church w Sztokholmie.

## Dane statystyczne
Komitet ds. Pomocy Państwa dla Gmin Wyznaniowych w 2015 opublikował następujące dane na temat wielkości poszczególnych denominacji protestanckich:
| Religie/Kościoły                  | Liczba wiernych | Procent ludności |
| --------------------------------- | --------------- | ---------------- |
| Kościół Szwecji                   | 6 225 091       | 63,2%            |
| Kościół Ekumeniczny w Szwecji     | 125 610         | 1,26%            |
| Zielonoświątkowcy                 | 106 819         | 1,07%            |
| Wolny Kościół Ewangeliczny        | 50 132          | 0,5%             |
| Misja Ewangeliczna                | 39 413          | 0,39%            |
| Szwedzkie Przymierze Misyjne      | 20 294          | 0,2%             |
| Armia Zbawienia                   | 9987            | 0,1%             |
| Węgierski Kościół Protestancki    | 5022            | 0,05%            |
| Estoński Kościół Luterański       | 4486            | 0,04%            |
| Kościół Adwentystów Dnia Siódmego | 3522            | 0,04%            |
| Kościół Anglikański               | 3426            | 0,03%            |
| Misja Luterańska (ELM)            | 2578            | 0,03%            |
| Kościół Norwegii                  | 2018            | 0,02%            |
| Łotewski Kościół Luterański       | 1210            | 0,01%            |